# Lijst van voetbalinterlands Canada - Marokko (vrouwen)
Deze lijst van voetbalinterlands is een overzicht van alle officiële voetbalinterlands tussen de nationale vrouwenteams van Canada en Marokko. De landen hebben tot nu toe drie keer tegen elkaar gespeeld.

## Wedstrijden
| № | Plaats               | Datum            | Competitie        | Wedstrijd        | Uitslag |
| - | -------------------- | ---------------- | ----------------- | ---------------- | ------- |
| 1 | Rabat                | 10 februari 2001 | Vriendschappelijk | Marokko − Canada | 0 − 4   |
| 2 | Rabat                | 12 februari 2001 | Vriendschappelijk | Marokko − Canada | 0 − 1   |
| 3 | Jerez de la Frontera | 10 oktober 2022  | Vriendschappelijk | Canada − Marokko | 4 − 0   |

## Samenvatting
| Competitie        | Totaal gespeeld | Winst Canada | Gelijk | Winst Marokko | Doelsaldo Canada – Marokko |
| ----------------- | --------------- | ------------ | ------ | ------------- | -------------------------- |
| Vriendschappelijk | 3               | 3            | 0      | 0             | 9 − 0                      |
| Totaal            | 3               | 3            | 0      | 0             | 9 − 0                      |